# Pedrenyaler

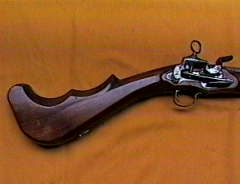
Escopeta amb "pany de miquelet" amb una culata inusual, possiblement per a l'ús de soldats dels Presidis de Califòrnia.

Un pedrenyaler tenia per ofici fabricar pedrenyals. Entenent per pedrenyal qualsevol arma de foc proveïda d'un pany de pedrenyal. Sense excloure algunes armes equipades amb pany de roda, ni els arcabussos i mosquets.
Els pedrenyalers treballaven de forma especialitzada, amb les denominacions següents:
- Canoners
- Encepadors[2]
- Panyetaires. Mestres en obrar panys.

Totes tres especialitats tenien responsabilitats i organitzacions separades, però s’agrupaven sota un gremi comú formant part de la confraria de Sant Eloi.

## Història

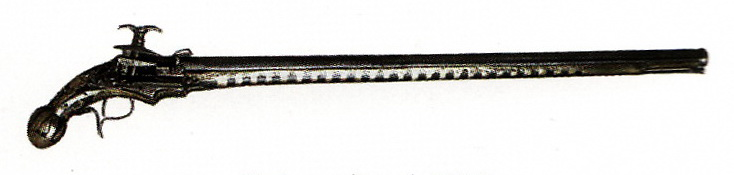
Pedrenyal català del segle XVII

Els pedrenyalers, si més no com a denominació, foren posteriors a la creació dels pedrenyals.
La història dels pedrenyals és confusa i es barreja amb la d'altres armes de foc. Escopetes i pistoles principalment.

### Antecedents

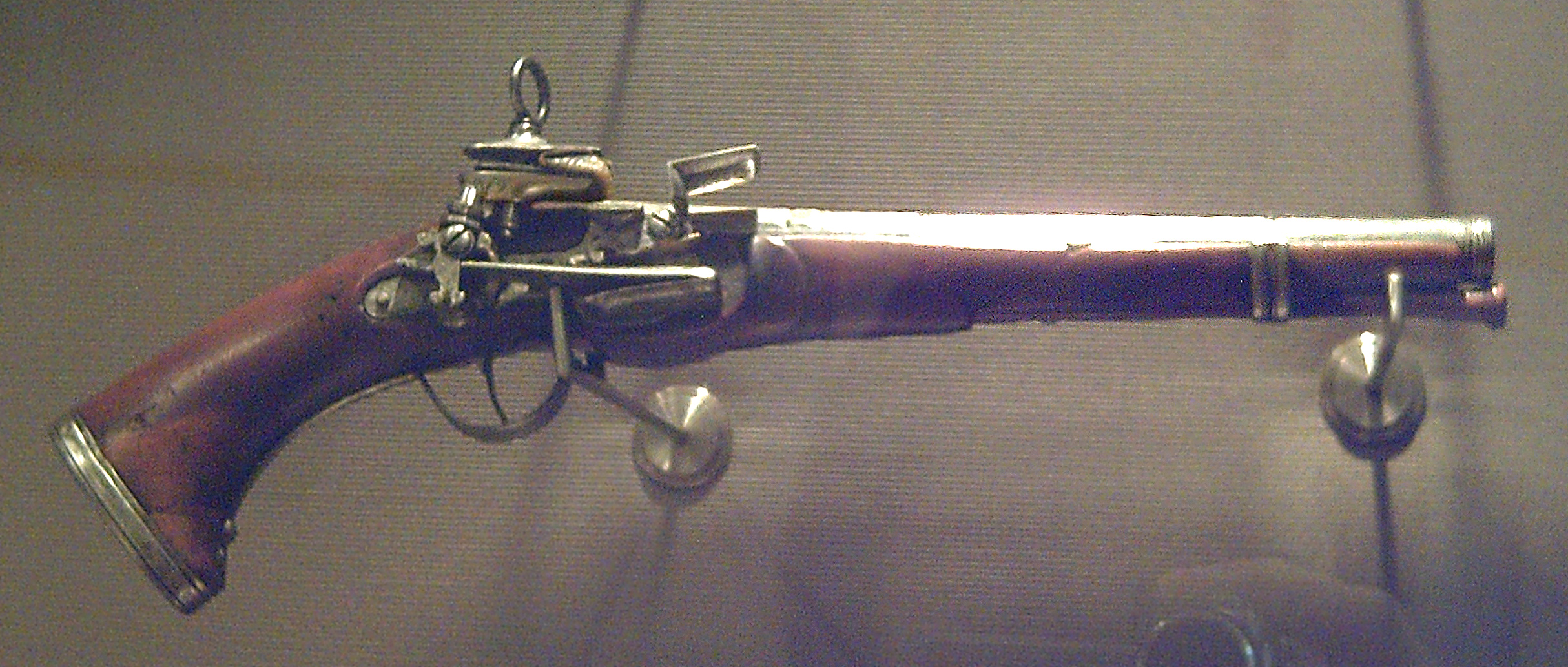
Pistola amb "pany de miquelet" de 1733.

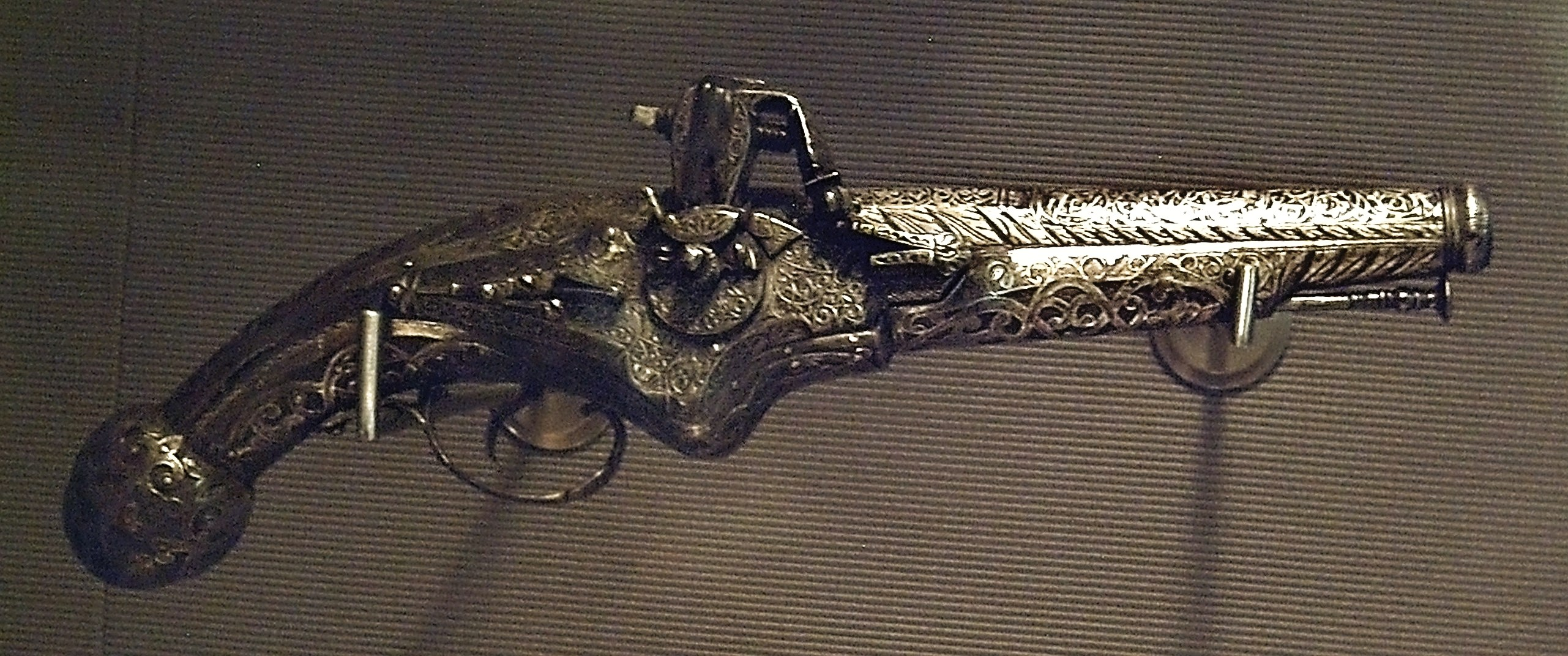
Pistola catalana del, amb mecanisme de roda, fabricada a Ripoll

Els fabricants de ballestes foren els antecessors dels pedrenyalers, encara de ho fossin de manera indirecta i figurada.
Una ballesta constava, entre altres peces, d’un arbrer de fusta, un arc d’acer trempat i una clau per a disparar. L’arbrer va esdevenir l’encep d’una arma de foc (el que avui es denomina culata). L’arc d’acer va passar a ser el canó del pedrenyal o de l'escopeta. I el sistema de dispar, format per la clau i la nou, es convertí en el pany del pedrenyal.
Entre les primers armes de foc documentades hi ha les ballestes de tro.
- 1300-1426. La primera documentació d’una ballesta de tro podria ser anterior a l’any 1300. En qualsevol cas seria anterior a l’any 1426.[7][8]

| «               | “..., vos veets desparar una ballesta, qui es dita de tró, la qual tira una grossa pilota, e tira molt luny… mes que es aer e fum de foch…”. | » |
| — Biblia Parva. | |   |

- 1338. ”Ballesta de tron de ferre”. Girona.[9]
- 1347. Pere III demana que des del Regne de Mallorca se li envien quatre ballestes de tro, pólvora i pilotes.[10]

Les ballestes de tro havien de tenir una mena de canó (prou resistent per a resistir la pressió de la pólvora) i un encep. El mecanisme de disparar encara no existia. Els primers artesans que les construïren foren els equivalents dels futurs pedrenyalers.

### Documents
- 1420. Setge de Bonifacio per part de l'estol d’Alfons el Magnànim. Són esmentades les “bombardes manuals”, anomenades “escopetes”, que tiraven bales de plom.[11]

| «                                                                              | “Gli Aragonesi poi dalle gabbie degli alberi e sulle torri dei navigli, senza posa, spesseggiavano con dardi, misti a bombarde metalliche a mano, introdotte in una canna simile a un fucile, chiamata schioppetto, con la quale chi portavala colpiva con una pallottola dì piombo spinta dalla violenza del fuoco”. | » |
| — Istoria di Corsica-De rebus corsicis (en llatí i italià). Per Pietro Cirneo. | |   |

- 1431: Escopetes esmentades per Alfons el Magnànim, com a arma coneguda i necessària.[12]

| «                                                                   | indica que el rei Alfons «el Magnànim», «en 24 de mayo de 1431 empenó al Bizconde de Ala [sic: per Illa] la ... que, desta hora en avant, dins trenta dies, tingueu bones y a punt llurs armas, so es, ballestes o escopetes, y assó en pena ...” | » |
| — Els castells catalans - Volum 5 - Pàgina 934; Català i Roca, Pere | |   |

- 1433. L'estol d'Alfons el Magnànim va carregar a Barcelona:
  - 10.000 espingardes (“Més, portava .X. mília espinguardes, que lançaven les pedres de coure, axí com una nou”).
  - 200 bombardes manuals (“Encara portava .CC. bonbardes xiques: cascuna lançava quatre o .V. rotlons de coure, e tiraven-ne axí com de huna balesta”.)[13]

- 1492. "Las primeras escopetas se vieron en España en 1492".[14]
- 1543. "...disparasen las escopetas de pedernal...".[15]
  - La cita anterior, d'un llibre del segle xix, tradueix malament una referència de 1565, molt més propera als fets.[16]

| «                                                                  | “…Animosamente saltorno in terra, sparando tutti gli archibugetti à ruota che avevano, onde i Francesi colti alla sprovista, molti di loro furono dalle archibugiate morti e spaventati… “Saltaren a terra amb valor, disparant tots els petits arcabusos de roda que portaven. Amb això, molts dels francesos – agafats desprevinguts- foren morts o posats en fuga…” Terzo Libro, pàgina 126. | » |
| — La historia de fatti di Cesare Maggi da Napoli, per Luca Contile | |   |

- 1550. Inventari de Ferran d'Aragó, duc de Calàbria: “Una scopeta de Boemia, de pedernal".[17]
- 1555. “Escopeta a so de ballesta desparada ab nou”.[18]
- 1561. Memorial de Joan Copeu, escopeter i arcabusser de Vilareal, de les reparacions dels “arcabusos escopetes” del Consell de Vilareal. És interessant per la terminologia associada a les armes de foc de l’època. Alguns termes són els següents: caixes o caragols, mols (molls, molles?), claus, tornets, galetes, mires, punts, ametes, caixes dels arcabusos, fogons, cobertures de fogons, claus de colp (panys de pedrenyal), claus de guero (?) de arcabusos.[19]
- 1571. Escopeta de rastell del guerrer moro el Tuzaní, a la Rebel·lió de les Alpujarras.[20]

| «                                                      | Una buena espada en un tahalí bien hecho, su escopeta de rastrillo, también muy buena, y que él sabia manejar, porque había estado muchas veces en Valencia y en Játiva, y en otros lugares donde se usan semejantes armas, y en donde compró aquella llave de su escopeta. | » |
| — Guerras civiles de Granada. Per Ginés Pérez de Hita. | |   |

- 1586. “Constitutions fetes per la Sacra Catholica Real Magestat del Rey Don Phelip”. Prohibicions sobre pedrenyals.[21]
- 1600. “Depuis vingt ou trente ans, I’on appelle Petrinals de pareils instruménts...Et l’on croit que ceste arme soit invention de bandouiller des monts Pirenees.”. Origines des Chevaliers, Armoiries, et Heraux (etc.). Per Claude Fauchet.[22][23]

#### Conclusions basades en els documents
A partir del testimoni de l'any 1571, és possible afirmar que, des d'alguns anys abans, a València i a Xàtiva hi havia constructors d'escopetes de rastell (amb pany de pedrenyera). I, per tant, pedrenyalers.

## Detalls sobre les especialitats
És possible ampliar, una mica, la informació sobre les tres especialitats dels pedrenyalers.

### Canoners
Els canoners eren els responsables de fer els canons. El material de base el proporcionaven les fargues de els dos vessants del Pirineus.
- El procediment simplificat de fabricació d'un canó era forjant-lo al voltant d'un mandrí (de diàmetre molt més petit que el del forat final). Un cop el canó acabat en brut, calia ajustar l'ànima i afinar la part exterior.
- Es tractava d'un procés llarg i complex, amb molta merma de material. Amb moltes caldes i soldadures a la temperatura de "ferro blanc".

Hi ha diverses obres que tracten de la fabricació de canons d'armes de foc manuals.

#### Qualitats dels canons catalans
Hi ha un llibre de 1795 que parla dels arcabussers de Madrid: “Compendio histórico de los arcabuceros de Madrid”, de Isidro Soler. L’obra elogia la gran qualitat dels arcabusos construïts a Madrid i, molt especialment, la qualitat dels canons d’arcabús madrilenys. Una part del llibre compara el preu dels canons esmentats amb el dels canons fabricats a Biscaya i a Catalunya, afirmant la superioritat dels canons madrilenys.
- Deixant de banda la fabricació d’armes de luxe a Catalunya, no esmentada per Isidro Soler, no hi ha cap testimoni de proves comparatives de resistència entre els canons de luxe de Madrid i els canons catalans de preu moderat i fabricats “en sèrie”.
- L’obra “CATALUÑA ARMERÍA DE LOS BORBONES. Las armas y los armeros de Ripoll, Barcelona, Manresa, Igualada de 1714 a 1794”, de Ricard MARTÍ, explica la fabricació masiva a Catalunya d’armes de qualitat en l’època estudiada.
- Hi ha testimonis que parlen de la precisió de les armes catalanes.
  - Sébastien Le Prestre de Vauban[28]
  - Lord Byron: “The unerring rifle of the Catalan...”[29]
  - 1789. Definició del terme “escopeta” en portuguès: “Escopeta : Espingarda usada dos miqueletes atiradores mui certeiros, das montanhas de Catalunha”.[30]

### Panyetaires
Els panyetaires o mestres d’obrar panys d’armes de foc, eren els responsables de fabricar el mecanisme de dispar. Un dels panys més usats durant molts anys fou el pany de miquelet. Una variant dels panys de pedrenyera.
Els panys de miquelet eren fiables, relativament econòmics, resistents en condicions de servei (en la caça o en campanya) i més fàcils de reparar que els panys de roda.
- La història dels panys de miquelet i similars va revolucionar l’ús de les armes de foc. Un mecanisme de dispar efectiu, associat a una arma de foc lleugera i portàtil, es va difondre ràpidament. No sempre en benefici de la societat. Pistoles i pedrenyals curts foren usats per bandolers, malfactors i ciutadans violents.
- Les armes associades als panys de pedrenyal reberen denominacions variades: arcabusos pedrenyals, escopetes de rastell, xispes, bufetons,...
- Una de les variants de les armes de pedrenyera va resumir el sistema per antonomàsia: el pedrenyal. De fet, els pedrenyals que es van fer famosos (en el pitjor sentit) foren els pedrenyals curts. Arcabusos pedrenyals amb canó de menys de tres pams. Una mena de pistoles amb canó llarg. El seu ús abusiu va comportar diverses lleis que limitaven la seva fabricació i tinença. Finalment foren del tot prohibits.[31]

### Encepadors
Els encepadors s’encarregaven de fer la caixa o encep. Dit d’una altra manera: els encepadors treballaven la part de fusta d’una escopeta, pistola, fusell o similar.
La fusta emprada normalment era la de noguera. Que havia d’haver estat tallada en temps favorable per a usar-ne les parts escollides, ben seques i assaonades.
En contractes i documents de revisió es detallen els defectes no desitjats: fusta blanca, verda o veta-segada. També hi ha documents que detallen les característiques desitjades: fusta de noguera (millor del cor de noguera), ben assaonada i sense defectes, adequada per al servei exigit.

### Aspectes legals
El gremi dels pedrenyalers, a més d’algunes lleis oficials, seguia ordinacions molt estrictes, semblants a les d'altres gremis. Abans d’arribar a ser mestre calia passar per les etapes d’aprenent i d’oficial. I passar les proves imposades exigides en cada cas.
No n’hi havia prou, però, amb conèixer l’ofici i haver estat aprovat. Per a exercir-lo, calia inscriure’s i pagar la quota corresponent.
En el cas dels pedrenyalers, cada especialitat (canoners, encepadors i panyetaires) estava separada de les altres. A efectes de normes i d’examens. Hi ha constància de pedrenyalers que eren mestres de més d’una especialitat però que només exercien aquella en que estaven inscrits (i en pagaven la quota).

## Canvi de nom de la professió
L’any 1781 hi havia a Ripoll unes 400 persones dedicades a fabricar armes de foc, repartides entre 75 obradors de panys, 50 obradors de canons i 20 obradors d’encepadors. La que abans havia estat una producció artesana, amb molts clients particulars civils, es va transformar en una activitat gairebé industrial, amb l’Estat Espanyol com a client. Els pedrenyalers esdevingueren armers.

### Armers posteriors alsDecrets de Nova Planta
- 1715. La “Junta de Gobierno” es va queixar al Capità General de Catalunya. Hi havia sospites que als pobles de Catalunya es fabricaven armes de forma clandestina.[32]
- 1715. Segons un edicte del 26 de novembre, promulgat pel Capità General de Catalunya només podrien fer l’ofici d’armers els pedrenyalers de Barcelona, Girona, Figueres, Vic, Olot, Ripoll, Manresa, Solsona, La Seu d’Urgell, Tremp, Lleida, Tortosa, Tarragona, Tàrrega i Igualada. Els que fabriquessin armes clandestinament serien condemnats a la pena capital.[33]
- 1770. Descripció dels dragons (soldats “de la cuera”) dels presidios de Califòrnia. “Los mayores ginetes del mundo...”, segons paraules de Miquel Constançó. Entre altres armes portaven una escopeta curta. La culata d’alguna de les escopetes conservades, de fabricació catalana, sembla apropiada per a disparar amb una mà, des de dalt del cavall, mantenint la culata sota l’aixella.[34]
- 1778. Llibre publicat: "Juridica defensa de Damian Barrera y Joseph Antonio Parés, armeros de la ciudad de Barcelona, asentistas de varios armamentos que se acusaron de falsos".[35]
- 1781. Publicació d’un llibre que argumenta la defensa de vuit armers de la ciutat de Barcelona, acusats d’haver actuat com a jutges inexperts i parcials en una causa de lliurament de 5.200 armes de foc dipositades a les Drassanes de Barcelona l’any 1773.[36]

Des del punt de vista de l’ofici real dels acusats, el terme genèric oficial és el d’armer. Els pedrenyalers havien esdevingut “armers”. Mantenint les especialitats tradicionals de canoners, encepadors i panyetaires. (Algun dels acusats era mestre en més d'una especialitat).
- 1781. Llibre “Manifiesto y defensa de la inocencia de don Antonio Sicardo”.[37]